# 側ヶ谷戸古墳群
側ヶ谷戸古墳群（そばがいとこふんぐん）は、埼玉県さいたま市大宮区にある古墳群。群内の幾つかは、さいたま市指定史跡に指定されている。また、埼玉県の選定する「県選定重要遺跡」にも選ばれている。

## 概要
さいたま市大宮区三橋四丁目に所在する古墳を総称して側ヶ谷戸古墳群と呼称している。古墳は北から稲荷塚古墳、茶臼塚古墳、井刈古墳、中郷古墳の一群と山王山古墳、上之稲荷古墳の一群が小さな谷を挟んで立地している。これらの群とはやや離れて台耕地稲荷塚古墳や円阿弥古墳が分布する。市内に現存する7基の古墳は1957年（昭和32年）に市の史跡に指定された。旧入間川流域（現在流路跡を鴨川が流れる）の古墳群のひとつで、下流には大久保古墳群、土合古墳群などがある。

## 主な古墳
- 稲荷塚古墳 
  - さいたま市立大宮西高等学校（現・さいたま市立大宮国際中等教育学校）敷地内にある群中最大の古墳。内径37メートル、外径48メートルの円墳である。1950年（昭和25年）、中学校建設のため古墳の周囲が掘り返されたが、その際に円筒埴輪、馬形埴輪・人物埴輪が出土したと伝えられている。1953年（昭和28年）に埼玉大学によって行われた調査では、馬蹄形の周溝が巡らされていることが明らかにされ、周溝から人物埴輪、円筒埴輪が掘り出された。その後の調査では人物埴輪や勾玉が発掘された。埴輪の特徴から6世紀中頃から後半の築造と考えられている。

- 側ヶ谷戸11号墳
  - 2001年（平成13年）に行われた調査の際、周溝の一部が発掘された。推定直径22メートルの円墳で、6世紀中頃 - 後半の築造。周溝から出土した埴輪は2003年（平成15年）4月30日付けで市指定有形文化財に指定された[2]。